# Sân bay Belo Horizonte/Pampulha - Carlos Drummond de Andrade
Sân bay Belo Horizonte (IATA: PLU, ICAO: SBBH), cũng gọi là Sân bay Pampulha - Carlos Drummond de Andrade, là một sân bay ở vùng Pampulha, cách thành phố Belo Horizonte 8 km, ở bang Minas Gerais của Brasil. Sân bay này có 186 chuyến bay mỗi ngày nối Belo Horizonte với các thành phố khác ở Brasil.
Ngày 16 tháng 11 năm 2004, tổng thống Brasil Luiz Inácio Lula da Silva đã chính thức đổi tên sân bay này thành Aeroporto de Belo Horizonte/Pampulha - Carlos Drummond de Andrade, theo tên nhà văn Brasil Carlos Drummond de Andrade, sinh ra ở Itabira, một thành phố ở bang Minas Gerais.
Tháng 4 năm 2005, chính quyền bang đã tuyên bố chuyển phần lớn giao thông hàng không qua Sân bay quốc tế Tancredo Neves (Confins), do sân bay Pampulha có năng lực hạn chế. Năm 2007, sân bay này phục vụ 759.824 lượt khách với 52.812 lượt chuyến bay..

## Các hãng hàng không và các tuyến điểm
- TAM Airlines (TAM Linhas Aéreas) (Rio de Janeiro-Santos Dumont)
- Total Linhas Aéreas (Altamira, Araguaína, Araxá, Belém, Brasília, Carajás, Diamantina, Governador Valadares, Ipatinga, Manaus, Montes Claros, Parintins, Patos de Minas, Porto Trombetas, Ribeirão Preto, Rio de Janeiro-Santos Dumont, Santarém, Tucuruí, Uberaba, Uberlândia, Vitória)
- Webjet Linhas Aéreas (Rio de Janeiro-Galeão)